# Andrea Michelori
Andrea Michelori (Milano, 20 febbraio 1978) è un ex cestista italiano, che gioca come ala grande o centro.

## Carriera
La sua carriera è iniziata all'Olimpia Milano, con cui ha giocato nella massima serie dal 1996 al 2002. Durante questo periodo vinse con la Nazionale italiana il bronzo ai Giochi del Mediterraneo del 2001.
Dopo un biennio alla Pallacanestro Biella, nelle stagioni 2004-06 giocò nella Pallacanestro Cantù, poi due anni nella Virtus Bologna, quindi nella Juvecaserta, ricoprendo il ruolo di ala.
Sempre nel 2006 egli fece parte della nazionale italiana di pallacanestro, con cui partecipò ai mondiali di basket.
Nel 2007 Andrea patì un lungo infortunio alla schiena che lo tenne lontano dal campo di gioco. Vi poté rientrare solo nella parte finale della stagione 2008, ma in gara-3 della semifinale contro la AJ Milano, subì un altro grave infortunio, questa volta ai legamenti del ginocchio sinistro.
Nell'estate del 2010 il cestista firma il contratto che lo lega alla Mens Sana Siena, dove per via della sua dedizione in difesa e il suo spirito combattivo, Michelori risulta essere uno dei beniamini dei tifosi.
Il 27 luglio 2012 torna alla Juvecaserta rimanendovi fino al 2015, anno in cui scende in Serie A2 alla Scaligera Verona.

## Palmarès
- Campionato italiano: 1

Mens Sana Siena: 2010-2011
- Campionato italiano: 1 (revocato)

Mens Sana Siena: 2011-2012
- Campionato italiano dilettanti: 1

Virtus Bologna: 2016-2017
- Coppa Italia: 1

Mens Sana Siena: 2011
- Coppa Italia: 1 (revocato)

Mens Sana Siena: 2012
- Coppa Italia LNP: 1

Virtus Bologna: 2017
- Supercoppa italiana: 2

Mens Sana Siena: 2010, 2011